# Dreiling (Einheit)
Der Dreiling war ein österreichisches Volumenmaß für Flüssigkeiten, insbesondere für Wein.
Bekannt ist das Maß seit der landesfürstlichen Verordnung aus dem Jahre 1412.
Diese bestimmte die Größe des Maßes und so war festgelegt
- 1 Dreiling =  1 Fass = 24 Eimer = 1358,16 Liter[1]

Damit unterschied sich das Maß vom Fuder Wein mit 32 Eimer durch eine geringere Anzahl pro Einheit.
Im Patent vom 14. Juli 1756 bestimmte man die Größe des Eimers und so galt
- 1 Eimer = 40 Maß = 1,792 Kubikfuß = 56,605239 Liter[2]